# Gaahls Wyrd
Gaahls Wyrd é uma banda norueguesa de black metal com sede em Bergen. Formada pelo ex-vocalista do Gorgoroth, Gaahl.

## História
Em setembro de 2015 (um mês após o último show de God Seed), Gaahl anunciou sua nova banda, Gaahls Wyrd, que fez seu primeiro show ao vivo no Blekkmetal Festival na Noruega em 13 de novembro de 2015.

Em relação à formação da nova banda, Gaahl afirmou:
"Estou muito satisfeito com o que eu e o Tom fizemos juntos. Criamos muitas músicas boas, mas acredito que a diferença entre nós é provavelmente a razão pela qual iniciei essa nova banda. Produzi muitas das minhas músicas favoritas durante o tempo em que estive no God Seed, e trouxe comigo um desses personagens dessa banda."
Desde sua formação, o Gaahls Wyrd tem realizado frequentes turnês. Seu repertório é composto por músicas dos projetos passados de Gaahl, incluindo faixas de álbuns como Incipit Satan, Twilight of the Idols e Ad Majorem Sathanas Gloriam do Gorgoroth, o álbum de estreia do God Seed, e faixas diversas da banda norueguesa Trelldom. Eles também contaram com diversos artistas convidados em suas apresentações.
Em 2016, eles divulgaram imagens de sua primeira apresentação.
No ano de 2017, o baterista Baard Kolstad deixou a banda e foi substituído por Kevin Kvåle, também conhecido como "Spektre". No ano seguinte, o guitarrista Stian "Sir" Kårstad saiu da banda e foi substituído por Ole Hartvigsen, do Kampfar, para apresentações ao vivo. Ambos os membros deixaram a banda por razões não divulgadas.
Em 1º de dezembro de 2017, a banda autopublicou um EP intitulado Bergen Nov '15, que incluía seis faixas ao vivo gravadas durante sua estreia ao vivo em 2015; contou com Kvitrafn nos vocais e tocando a gaita de foles como convidado na primeira faixa. O EP foi vendido exclusivamente na Vardøger European Tour 2017 com Auðn e The Great Old Ones e foi limitado a 1000 cópias. Em 4 de maio de 2018, foi relançado e amplamente disponibilizado em formato de CD pela Season of Mist. Em setembro do mesmo ano, a banda anunciou sua assinatura com a Season of Mist para lançar seu álbum de estreia.
A banda anunciou uma turnê europeia de dois meses com a banda sueca Tribulation e as bandas americanas Uada e Idle Hands, chamada "Northern Ghosts Tour", que começou em 21 de fevereiro de 2019 e terminou em 10 de março.
O single promocional da banda "Ghosts Invited" foi lançado online em 7 de fevereiro e revelou que o nome de seu álbum de estreia seria GastiR - Ghosts Invited, com lançamento previsto para 31 de maio de 2019; o álbum foi gravado ao longo de 2018 no Solslottet Studios na Noruega, com Iver Sandøy, do Enslaved, embora a maior parte da música tenha sido escrita por Lust Kilman e Eld já em 2016. O segundo single promocional "From the Spear" foi lançado em 13 de março. Em 16 de abril, a banda lançou seu primeiro videoclipe para a música "Carving the Voices", dirigido, filmado e editado por Troll Toftenes. GastiR - Ghosts Invited foi lançado em plataformas digitais em 24 de maio de 2019 e em mídia física na semana seguinte. A banda continuou se apresentando ao vivo e participou de vários festivais. A banda também revelou que Blasphemer, da Aura Noir e VLTIMAS, havia se juntado como segundo guitarrista ao vivo, já que Ole Hartvigsen teve que retornar ao Kampfar para suas apresentações ao vivo em apoio a um novo álbum. Eriksen mais tarde sairia para se concentrar em suas bandas, sendo substituído por Andreas Fosse Salbu como guitarrista ao vivo.
Em dezembro de 2019, GastiR - Ghosts Invited foi classificado como o terceiro melhor álbum de metal do ano pela revista americana Rolling Stone, e em 7 de fevereiro de 2020, foi indicado como Melhor Álbum de Metal no prêmio de música norueguês Spellemannsprisen. Devido ao surto de Covid-19 e ao subsequente lockdown nacional durante a primavera de 2020, a cerimônia de premiação do Spellemannsprisen foi cancelada até novo aviso. Poucos meses depois, foi anunciado que Gaahls Wyrd havia vencido o Prêmio Spellemann de Melhor Álbum de Metal de 2019.

## Membros da banda

### Membros atuais
- Gaahl (Kristian Espedal) – vocal (2015–presente)
- Lust Kilman (Ole Walaunet) – guitarra (2015–presente)
- Eld (Frode Kilvik) – baixo (2015–presente)
- Spektre (Kevin Kvåle) – bateria (2017–presente)

### Antigos membro
- Baard Kolstad – bateria (2015–2017)
- Sir (Stian Kårstad) – guitarra (2015–2018)

## Discografia
- Bergen Nov '15 (EP) (2017)
- GastiR - Ghosts Invited (2019)